# Dermot Fitzpatrick
Dermot Fitzpatrick (* 12. April 1940 in Dublin; † 23. März 2022 in Dublin) war ein irischer Politiker. Von 1987 bis 1992 und von 2002 bis 2007 war Fitzpatrick Teachta Dála (Abgeordneter) im Dáil Éireann, im Unterhaus Irlands, und von 1997 bis 2002 Mitglied des Seanad Éireann. Er gehörte der Partei Fianna Fáil an.

## Leben
Dermot Fitzpatrick studierte am University College Dublin Medizin und arbeitete im Anschluss als Hausarzt.
Bei den Wahlen 1987 gelang es ihm erstmals, im Wahlkreis Dublin Central in den Dáil einzuziehen. Den Sitz konnte er bei den Wahlen 1989 noch halten, verlor er jedoch bei den Wahlen 1992 wieder. 1997 wurde er durch den Taoiseach Bertie Ahern für den Seanad Éireann nominiert. 2002 konnte er erneut einen Sitz im Dáil Éireann erringen.
2007 trat er aus Altersgründen nicht mehr politisch in Erscheinung.
Dermot Fitzpatrick war mit Mary verheiratet und hatte mit ihr vier Kinder. Seine Tochter Mary Fitzpatrick ist ebenfalls Politikerin und Mitglied des Seanad Éireann.